# 新界區專線小巴56K線
新界專線小巴56K線是由馬亞木旗下的金運營運的一條新界北區專線小巴線，來往粉嶺站及鹿頸，經聯和墟及沙頭角公路，為鹿頸一帶唯一公共交通服務。
本線另設2條輔助線，分別是來往來往粉嶺站及丹竹坑的56B線及來往粉嶺站及小坑村的56C線。

## 簡介及歷史
來往鹿頸的公共巴士服務，最早於1961年春季開始提供，不過是當時的18號線（來往元朗至沙頭角）由沙頭角改以鹿頸為總站。六七暴動後，原本來往鹿頸一帶的公共交通服務並沒有恢復服務，在其後6年都沒有公共交通往來，在這6年期間沒有私家車又想前往鹿頸的民眾，只可透過步行、騎單車或搭乘的士前往。
直至1973年7月16日，九巴才開辦來往鹿頸至沙頭角的80號線，鹿頸才再次有公共交通服務。由於當時沙頭角已屬邊境禁區，未持有禁區紙的民眾根本無法前往，於是在2個月後再增闢來往鹿頸至聯和墟81號線。81號線經過2次更改路線編號，於1983年暑假配合九廣東鐵全面電氣化而更改路線編號為69K線，並延長至粉嶺站。
往來鹿頸的主要通道鹿頸路，一直都是鄉村道路，只能單線雙程行車，多年來亦沒有進行任何改善工程，長期以來只有短身的1965年亞比安酋長CH13AXL單層巴士可以征服它。到了1970年代尾，這款巴士開始年事已高，九巴無法多留幾部去繼續行走69K線。
1984年，此線正式開辦，以較頻密班次及靈活的本質，進一步打擊九巴69K線的客量，在1987年6月，69K更減少班次至每小時1班的班次，使更多鹿頸居民及前往鹿頸一帶郊邊的遊客紛紛轉投本線，九巴69K線最終在1987年9月27日「功成身退」，九巴從此撤出鹿頸區，自此本線為成鹿頸一帶唯一公共交通服務。
可是，本線開辦前，原行走區內的公共小巴司機曾參與競投此組路線，惟未獲接納。因不滿由他區人士接手經營北區區內線，曾於同年7月7日早上至下午一時發起近40輛小巴罷駛，再於7月24日發起約50輛小巴罷駛，要求開放更多禁區範圍讓其營業。運輸署最後同意公共小巴可駛至沙頭角漁民子弟學校和坪洋，事件暫時解決。
1987年，56K線增設來往丹竹坑村的特別班次；來往小坑村的特別班次則於約1995年增設。上述特別班次分別獨立編號為56B及56C，惟上述2條線用車的路線牌仍顯示「56K」，司機為方便識別，在車頭擋風玻璃分別放上「56B」及「56C」的紙牌。

## 服務時間及班次
56K
- 每日
  - 往鹿頸：06:00-19:30(30分鐘一班)
  - 往粉嶺站：06:30-21:30(30分鐘一班)

56B
- 每日
  - 往粉嶺站：07:15-21:00(15-30分鐘一班)
  - 往丹竹坑：06:20-21:00(15-30分鐘一班)

56C
- 每日
  - 往粉嶺站：06:30-21:00(15-30分鐘一班)
  - 往小坑村：06:15-21:00(15-30分鐘一班)

## 行車路線
56K

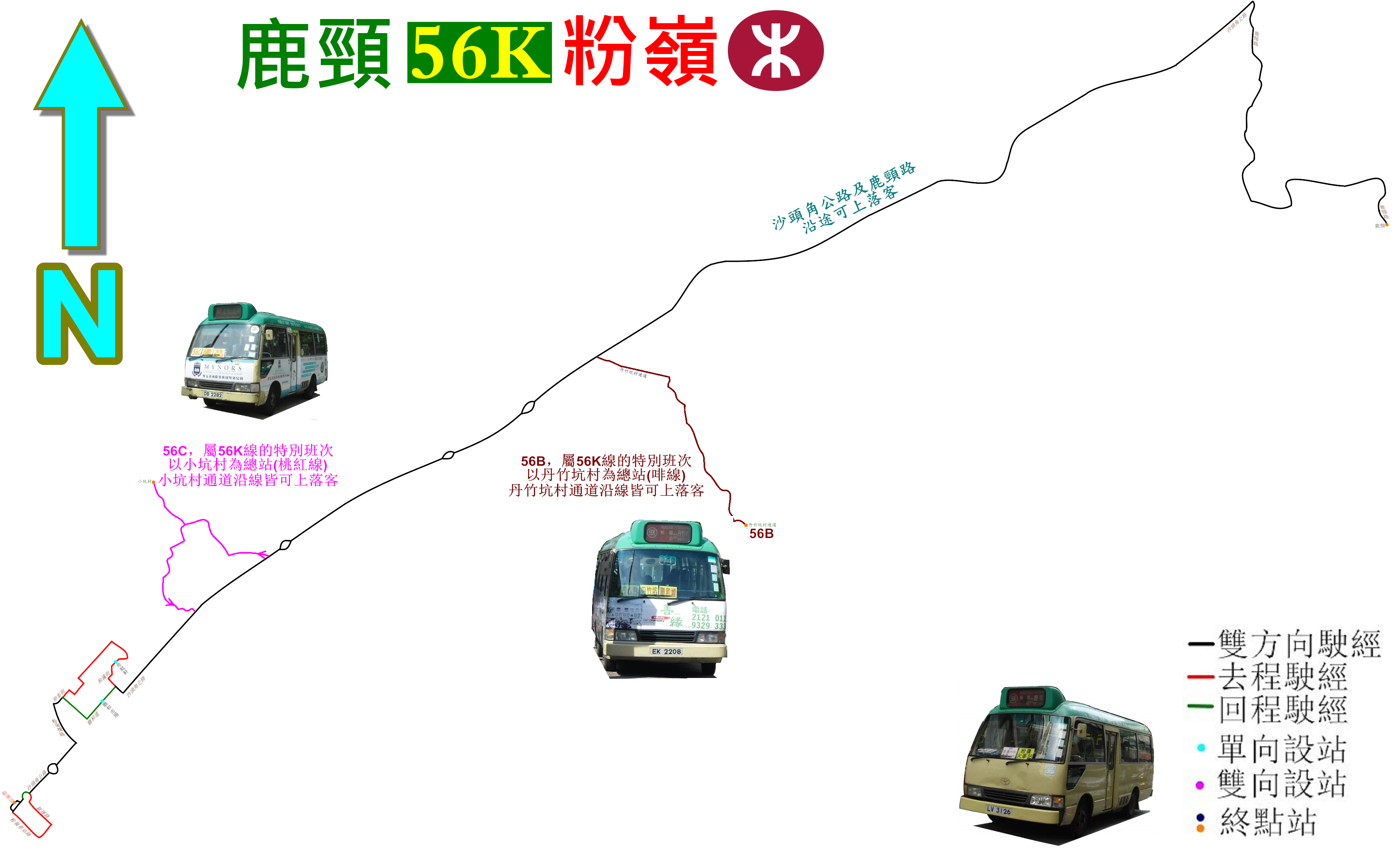
56系列路線的走線圖

- 往鹿頸方向途經：粉嶺車站路，沙頭角公路，粉嶺樓路，和泰街，聯興街，和隆街，聯盛街，和泰街，和滿街，聯和墟小巴總站，和滿街，聯安街，沙頭角公路及鹿頸路。
- 往粉嶺站方向途經：鹿頸路，沙頭角公路，聯安街，和泰街，和滿街，聯和墟小巴總站，和滿街，聯安街，和泰街，和昌街，聯和道，聯發街，和泰街，粉嶺樓路，沙頭角公路，新運路及粉嶺車站路。

56B
- 往丹竹坑方向途經：粉嶺車站路，沙頭角公路，粉嶺樓路，和泰街，聯興街，和隆街，聯盛街，和泰街，和滿街，聯和墟小巴總站，和滿街，聯安街，沙頭角公路及丹竹坑村通道。
- 往粉嶺站方向途經：丹竹坑村通道，沙頭角公路，聯安街，和泰街，和滿街，聯和墟小巴總站，和滿街，聯安街，和泰街，和昌街，聯和道，聯發街，和泰街，粉嶺樓路，沙頭角公路，新運路及粉嶺車站路。

56C線
- 往小坑村方向途經：粉嶺車站路，沙頭角公路，粉嶺樓路，和睦路，聯安街，沙頭角公路及小坑村通道。
- 往粉嶺站方向途經：小坑村通道，沙頭角公路，聯安街，和泰街，和滿街，聯和墟小巴總站，和滿街，聯安街，和泰街，和昌街，聯和道，聯發街，和泰街，粉嶺樓路，沙頭角公路，新運路及粉嶺車站路。

上述3線中，綠色字為鄉郊路段，不影響行車安全時沿途皆可上落客。

## 收費
56K線
- 全程收費：$9.3
  - 粉嶺站往來沙頭角公路/鹿頸路：$8.7
  - 粉嶺站往來萬屋邊：$7.2
  - 粉嶺站往來沙頭角公路/坪輋路：$5.9
  - 聯和墟往來鹿頸：$8.7
  - 聯和墟往來上禾坑：$7.2
  - 聯和墟往來萬屋邊：$5.9
  - 聯和墟往來沙頭角公路/坪輋路：$5.3
  - 沙頭角公路/坪輋路往來鹿頸：$5.9
  - 沙頭角公路/坪輋路往來上禾坑：$5.3
  - 沙頭角公路/鹿頸路往來鹿頸：$5.3
  - 粉嶺站往來聯和墟：$3.6

（此線所有車輛均接受八達通卡付款；上車及下車均可付款，不設找續，繳付短程分段收費須通知車長調校八達通機。）
56B線
- 全程收費：$8.7
  - 嶺鐵路站往來沙頭角公路/簡頭村：$7.2
  - 沙頭角公路/坪輋路往粉嶺鐵路站：$5.9
  - 聯和墟往來丹竹坑：$5.9
  - 聯和墟往來沙頭角公路/簡頭村：$5.9
  - 聯和墟往來沙頭角公路/坪輋路：$5.3
  - 粉嶺站往來聯和墟：$3.6

56C線
- 全程收費：$5.9
  - 聯和墟往來小坑村：$5.3
  - 粉嶺鐵路站往來聯和墟：$3.6

## 客量
本線除了服務鹿頸及沙頭角公路一帶村民外，假日亦有不少遊人前往鹿頸一帶郊野公園遊玩，因此假日的客量比平日為多，在粉嶺站經常出現大排長龍等候本路線的情況。